# Ligne d'Arles-sur-Tech à Prats-de-Mollo
La ligne d'Arles-sur-Tech à Prats-de-Mollo ou le tramway du Haut-Vallespir, est une ancienne ligne de chemin de fer à voie métrique longue de 28,7 km qui relia de 1913 à 1937 Arles-sur-Tech à Prats-de-Mollo, dans le département des Pyrénées-Orientales.

## Histoire

### Chronologie
- 1902 : concession à la Société Tricoche et Vazeille
- 12 juillet 1913 : première circulation d'un train
- 1er août 1913 : mise en service de la ligne et de son embranchement
- 1er juin 1937 : fermeture aux trafics voyageurs et marchandises

### Création
Au début du XXe siècle, Prats-de-Mollo-la-Preste est une station thermale où l'on traite les maladies urinaires. Pour y accéder après être descendu du train à Arles-sur-Tech, il faut prendre une diligence pour remonter la vallée du Tech. Le voyage est très long, il dure 3 à 4 heures et encore plus de temps en hiver. Les conseillers municipaux de cette commune décidèrent de trouver un autre moyen de transport entre ces deux villes. Les édiles de Prats-de-Mollo, les patrons d'entreprises de St-Laurent-de-Cerdans et les populations locales réclamèrent ainsi aux autorités départementales une ligne de chemin de fer.
Le conseil général des Pyrénées-Orientales se préoccupa rapidement de cette réclamation et en 1902, il accorde la première concession à la Société Tricoche et Vazeille qui commence les travaux en 1903 mais qui les cesse deux ans plus tard. Elle recommence les travaux en 1907 mais les arrête quelque temps plus tard.
Pendant toutes ces années, le conseil général hésite sur le mode de traction à utiliser. Sept ans seront nécessaires pour adopter les conclusions votées en 1902.
Les travaux ont repris en 1910 et le département prit en charge la construction des gares, de la voie, des ouvrages d'art et de l'aménagement de la centrale hydro-électrique tandis que la Compagnie des chemins de fer des Pyrénées-Orientales prit en charge l'établissement de l'usine et l'achat du matériel roulant.
L'inauguration officielle eut lieu le 12 juillet 1913, sous la présidence du préfet Emery et en présence de M. Scholl, directeur des Chemins de fer des Pyrénées-Orientales et Maire de Saint-Laurent-de-Cerdans et du Dr. Guisset, maire de Prats-de-Mollo-la-Preste.
Le premier train partit à 12h25 d'Arles, s'arrêta à 12h51 au Pas-du-Loup, à 13h10 à Manyaques et arriva à 13h38 à Saint-Laurent. Une foule importante attendait le train et celui-ci repartit pour Prats-de-Mollo à 14h05 et arriva à 15h12 à Prats. Là-bas, il y avait encore plus de monde. Le train repartit finalement pour Arles à 15h27 pour arriver 16h47.
La ligne Arles-sur-Tech - Prats-de-Mollo, avec l'embranchement vers Saint-Laurent-de-Cerdans à Manyaques, fut ouverte le 1er août 1913 par la Compagnie des chemins de fer des Pyrénées-Orientales, dans le prolongement de la ligne d'Elne à Arles-sur-Tech, construite par la Compagnie des chemins de fer du Midi et du Canal latéral à la Garonne.

### Accidents
Le 23 novembre 1914, à la suite d'une avalanche de pierres provenant de la montagne de Las Palmes, la voie a été emportée sur une grande longueur, près de Prats-de-Mollo.
Le 16 mai 1930, à 9h30, un enfant d'un an fut renversé par un train passant devant sa maison dont il venait de s'échapper.

### Fermeture
La ligne voit son trafic voyageurs et marchandises cesser le 1er juin 1937 à cause de la concurrence routière qui se développe et de l'augmentation des déficits. C'est la première ligne des CFPO qui a été fermée. Déjà partiellement démantelée, la majeure partie de la ligne fut détruite par l'Aiguat de 1940, qui eut aussi raison du tronçon Céret - Arles-sur-Tech de la ligne à voie normale d'Elne à Arles-sur-Tech, où subsistera, jusque vers 1975, un trafic marchandises (minerai de fer) partant de l'entrée est du tunnel d'Amélie-les-Bains.
Après la fermeture de la ligne, le matériel de traction et le matériel roulant ont été vendus par adjudication, et la ligne déposée en deux tronçons : la traversée d'Arles-sur-Tech et du PK 11.500 à la gare de Prats-de-Mollo.

## Caractéristiques
Dans le réseau CFPO, c'était la seule ligne électrique avec une tension de 6 000 V 25 Hz. L'électricité provenait de la centrale hydro-électrique à Puig-Redon construite pour l'occasion. Cette ligne a été construite sur le modèle d'un tramway et les rails étaient de type Vignole,.

### Tracé et profil
Cette ligne de montagne avait des courbes et un profil assez difficiles. Sa déclivité devait être inférieure à 70 ‰ et le rayon des courbes devait être supérieur à 25 m.

### Gares
À l'origine, la ligne devait posséder 7 gares,, puis, en 1912 deux gares sont venues s'ajouter aux autres, les gares de Can Partere et de Puig-Redon,

### Ouvrages d'art
Entre Manyaques et La Forge del Mitg, il y avait un pont sur le Tech.

## Exploitation
La ligne était desservie par 3 allers-retours quotidiens avec des correspondances en gare d'Arles pour Perpignan. Le service débutait à 9h pour se terminer à 19h, le trajet Arles - St-Laurent durait 1h25 tandis que le trajet Arles - Prats-de-Mollo durait 1h30.
La composition des trains était mixte : une automotrice connectée avec des wagons de marchandises sauf lors des foires ou des fêtes où des trains supplémentaires étaient ajoutés.
Outre des voyageurs, la ligne était utilisée pour transporter des marchandises telles que : les espadrilles, des piquets de bois pour les vignes, des douelles et des cercles en châtaignier pour tonneaux.
De jure, la vitesse de la ligne était limitée à 25 km/h dans les rails noyés et à 35 km/h hors des villes mais dans les faits, elle ne dépassait pas 20 km/h en campagne et 5 km/h en ville,.

### Fermeture
À la suite de la fermeture de la ligne 1er juin 1937 des services d'autobus ont été mis en place afin de remplacer les dessertes ferroviaires. Il y avait 3 allers-retours quotidiens, le service entre Arles et Prats-de-Mollo était assuré par l'entreprise Pierre Ayax et celui de l'embranchement par l'entreprise Joseph Boix,.

### Tarifs (1930)

#### Arles - St-Laurent
Le prix en seconde classe était de 2,95 francs tandis qu'en première, il était de 4 francs.

#### Arles - Prats-de-Mollo
Le prix en seconde classe était de 3,25 francs et en première, il était de 4,40 francs.

## Matériel roulant
La ligne possédait :
- 3 voitures automobiles mixtes pour les voyageurs contenant 28 places et ayant une puissance de 120 chevaux,
- 3 fourgons-poste automobiles de 60 chevaux de puissance,
- 3 voitures non automobiles fermées pour les voyageurs,
- 2 wagons marchandises fermés automobiles d'une puissance de 120 chevaux,
- 3 wagons marchandises couverts non automobiles,
- 3 wagons plateformes non automobiles.

Tous les wagons marchandises étaient établis de manière à porter 10 tonnes.
Les locomotives, voitures et wagons étaient munis d'un frein continu.
La ligne possédait deux remises pour le matériel roulant, une à Prats-de-Mollo et l'autre à Saint-Laurent-de-Cerdans.

## Vestiges
Il reste peu de choses de la ligne et de son embranchement. À Manyaques, ancienne bifurcation entre la branche de Prats et celle de Saint-Laurent, subsiste le viaduc qui permettait à la branche de Saint-Laurent de franchir le Tech. Les poteaux de fer qui soutenaient les caténaires sont encore présents sur le pont. La gare de bifurcation est d'ailleurs toujours en place, en haut de ce viaduc, la route ayant repris la place des rails jusqu'à la Forge del Mitg. La gare terminus de Saint-Laurent-de-Cerdans existe toujours, et comme celle de Manyaques, elle conserve encore ses plaques émaillées indiquant le nom du lieu. Il en est de même des gares : d'Arles-sur-Tech, du Tech et de Prats-de-Mollo. À partir d'Arles jusqu'à Prats et de la Forge del Mitg jusqu'à Saint-Laurent, le tramway partageait la route avec les véhicules automobiles.
Après l'Aiguat de 1940, les rails de la ligne maintenant inutilisés ont servi à construire des garde-fous. Les murets en pierres taillées étaient reliés par des morceaux de rail. On peut en voir encore plusieurs le long de la D115 et surtout le long de la route qui relie Prats-de-Mollo à la Preste.
Certains poteaux caténaires subsistent encore sur la ligne,.